# Johannes von Paltz
Johannes von Paltz, auch Johannes Jeuser,  Geuser oder Johannes Greffenstein genannt (* um 1445 in Pfalzel bei Trier; † 13. März 1511 in Mühlheim bei Koblenz), war ein deutscher Theologe und Augustiner-Eremit.

## Leben
Johann von Paltz erwähnte, dass sein Vater ein bombardarius (Geschützmeister) gewesen sei; dieser ließ sich identifizieren mit Meister Heinrich Joisser von Heilbronn, 1465 bis 1472 genannt in den Rentmeisterei-Rechnungen von Trier. („Joisser“ ist wahrscheinlich der „Gießer“ von Geschützen und in der Form Jeuser oder Geuser Beiname des Sohnes.)
Sein Studium an der Universität Erfurt ist gut dokumentiert: Immatrikulation 1462, Bakkalaureus 1464, Magister 1467. Ab 1475 studierte er in Heidelberg. Dann kehrte er nach Erfurt zurück und trat in das dortige Kloster der Augustiner-Eremiten ein. Hier wurde er durch Johannes von Dorsten theologisch geprägt, wie er selbst betonte.
1483 wurde Johannes von Paltz Doktor der Theologie. Als Magister regens am Studium Generale der Erfurter Augustiner war er 1505 bis 1506 der Lehrer Martin Luthers. Reinold Weijenborg OFM nahm an, Johannes von Paltz sei Luthers Novizenmeister gewesen, „mit all den sich daran anknüpfenden Spekulationen über die seelsorgerlichen Bemühungen und Techniken, mit denen Paltz dem angefochtenen Novizen zu helfen versucht habe.“

„Luther erwähnt von Paltz einmal, und zwar in einem Brief an den Erfurter Konvent vom 16. Juni 1514. Hier geht es um den von Johannes Nathin erhobenen Vorwurf, Luther habe nicht von Erfurt nach Wittenberg gehen dürfen, und Luther antwortete verärgert, er sei nahe daran gewesen, den Magister Paltz nachzuahmen und über den ganzen Konvent „die Schale des Zorns und der Entrüstung auszugießen.“ Das ist eine Anspielung auf ordensinterne Konflikte zwischen Nathin (und dem Erfurter Konvent) einerseits, Paltz und Johannes Staupitz andererseits, und zwar zu einem Zeitpunkt, als Paltz längst Prior in Mühlheim war.“

Johannes von Paltz war ein bedeutender Ablassprediger und im Auftrag des päpstlichen Legaten Raimundus Peraudi in Thüringen, Sachsen und der Mark Brandenburg tätig. Dadurch konnte er seinem Erfurter Kloster Geldmittel zuführen, die den Bau der Klosterbibliothek ermöglichten.
Innerhalb des Ordens bemühte sich von Paltz um die Reform der deutschen Provinz der Augustiner-Eremiten im Sinne der Observanz und war ab 1507 Prior der von ihm neugegründeten Ordensniederlassung in Mühlheim (heute Ehrenbreitstein).

## Theologie
Als Seelsorger geht von Paltz davon aus, dass nur sehr wenige (paucissimi) Christen durch eigene Frömmigkeit das Heil erlangen können, und auch das nur mit knapper Not. Deshalb müsse ein sicherer Weg aufgezeigt werden, der auch den vielen anderen, sogar den größten Sündern offenstehe, wenn sie nur ein Minimum selbst dazu beitragen (facere quod in se est) und sich im Übrigen der Institution Kirche anvertrauen: konkret den Sakramenten und Ablässen, der Marienverehrung, dem Pilgerwesen.
Das Hauptwerk Coelifodina, mehrfach überarbeitet, ist in seinem ersten Teil eine Meditation über das Leiden Christi. Dazu erstellte von Paltz eine Passionsgeschichte, in der er die vier Evangelien harmonisierte. Die Passion soll betrachtet werden, indem man sich die verschiedenen Orte vergegenwärtigt; Höhepunkt und „kostbare Perle“ ist dabei die Meditation der unter dem Kreuz stehenden Maria.
Gerade weil von Paltz mehr Seelsorger und Prediger als Theologe war, hat er sich zu verschiedenen Themen sehr pointiert geäußert, so dass Luthers Positionen, einige Jahre später, als das genaue Gegenteil erscheinen. Ein Beispiel ist die Idealisierung des Mönchslebens bei von Paltz, und besonders seine Deutung der Profess als einer zweiten Taufe.

## Werke
- Von dem antecrist und synen anhängern ain frag: Sequens questio determinata est in quodlibeto studii Erfordensis …, Albert Kunne, Memmingen 1486 (Digitalisat).
- Coelifodina (Himmlische Fundgrube), 1490, mehrfach erweitert und nachgedruckt (eine Sammlung von Ablasspredigten, gewidmet Friedrich dem Weisen, interessant durch die theologische Beleuchtung des Bergbaus).
- De Septem foribus seu festis gloriosae Virginis, 1491.